# Test missilistici nordcoreani
Quella che segue è una lista dei test missilistici nucleari effettuati dalle Forze Missilistiche Strategiche dell'Armata Popolare Coreana e riportati dalla cronaca mondiale.

## 2013
- 12 febbraio - I media nordcoreani hanno annunciato che è stato effettuato un test nucleare sotterraneo, il terzo negli ultimi sette anni in Corea del Nord.

## 2016
- 6 gennaio - quarto test nucleare effettuato dalla Corea del Nord all ore 10:00:01 (ora locale) presso il sito di Punggye-ri, approssimativamente a 50 km a nordovest della città di Kilju City nella provincia omonima. Lo United States Geological Service ha registrato un terremoto di magnitudo 5.1 in loco; il China Earthquake Networks Center ha registrato una magnitudo di 4.9.

## 2017
- 11 febbraio - Test di un missile Pukguksong-2 sul Mare del Giappone. Questo è stato il primo lancio di un missile balistico a medio raggio.[1][2][3]
- 6 marzo - Lancio di quattro missili balistici dalla piattaforma di Tongchang-ri.[4] alcuni arrivarono   620 mi (1 000 km)  prima di cadere nel Mar del Giappone. (6 marzo 2017)[3][5]
- 4 aprile - Lancio di un missile balistico a medio raggio dal porto di Sinpo nel Mare del Giappone[3][6][7]
- 15 aprile - Lancio di un missile non identificato dalla base navale in Sinpo ma esploso appena dopo il decollo.[8][9][10][11]
- 28 aprile - Lancio di un missile non identificato da Pukchang airfield.[12][13] Il missile, probabilmente un KN-17 a medio raggio,[12] si è distrutto a pochi minuti dal lancio.[14][15]
- 13 maggio - Lancio di un missile Hwasong-12[16] da una base di lancio attorno a Kusŏng (13 maggio 2017).[17] Il missile, successivamente identificato in un missile a medio raggio,[18] ha volato per 30 minuti,[19] raggiungendo un'altitudine di 2111.5 km, e una distanza di 789 km, prima di cadere nel Mare del Giappone.[18] Questo missile potrebbe avere una gittata di 4000 - 6000 km, riuscendo a raggiungere Guam.[16][17]
- 21 maggio - Lancio di un Pukguksong-2, missile a medio raggio dalla stazione di Pukchang[20][21] , che ha viaggiato per circa 300 miglia prima di precipitare nel Mare del Giappone[22]. Il missile è caduto a circa 217 miglia dalle coste orientali della Corea del Nord[22].
- 29 maggio - Lancio di un missile balistico a corto raggio nel Mare del Giappone, che ha percorso 450 km.[23]
- 8 giugno - Lancio di diversi missili nel Mare del Giappone. Si pensa siano missili anti-nave.[24] Secondo la Corea del Sud, questi lanci dimostrano una "capacità di colpire precisamente" del regime del Nord[senza fonte].
- 23 giugno - Test di un nuovo motore a razzo che potrebbe essere adattato per un missile balistico intercontinentale.[25]
- 4 luglio - Lancio di un missile Hwasong-14, il primo missile balistico intercontinentale.[26][27] è stato lanciato vicino al Panghyon Airport ed è volato per 37 minuti, secondo US Pacific Command.[28] È atterrato a circa 930 km dalla base di lancio, secondo il South Korean Joint Chiefs of Staff,[29] nella Zona Economica Esclusiva del Giappone[30]. Il tempo di volo è sufficiente per raggiungere 2800 km nello spazio. Il missile potrebbe avere un'autonomia da 6700 a 8000 km, raggiungendo potenzialmente Alaska, Hawaii, e forse Seattle.[28][31][32]
- 28 luglio - Lancio di un missile dalle caratteristiche di tipo intercontinentale (ICBM), il secondo di questo tipo. Il lancio è avvenuto alle 23:41 (ora locale) presso la provincia settentrionale di Jangang. Il missile ha volato per 47 minuti raggiungendo l'altezza record di 3724 km e percorrendo 998 km.[33]
- 29 agosto - Lancio di un missile balistico a medio raggio progettato per il trasporto di testate nucleari. Il lancio è avvenuto alle 11:41 locali.[34] Il vettore ha sorvolato lo spazio aereo giapponese ad un'altezza di 550 km all'altezza dell'isola di Hokkaido e si è poi spezzato in tre parti cadendo nel mar del Giappone dopo un volo di 2700 km.[35]
- 3 settembre - sesto test nucleare: esplosione di una bomba a idrogeno alle ore 11:36 locali presso il sito di Punggye-ri. Il test ha provocato un sisma di magnitudo 6.3, seguito da una seconda scossa di magnitudo 4.6.[36]

## 2022
30 gennaio - Test di un missile Hwasong-12, lanciato intorno alle 8 del mattino ora locale.
L'ultimo test di un missile balistico intercontinentale effettuato da Pyongyang risale al 18 novembre 2022. Pare che il poligono missilistico di lancio sia nella provincia nordcoreana settentrionale di Tongchang-ri 
Fino alla data del 18 dicembre 2022 sono già 35 i lanci di vari missili balistici di Pyongyang nel 2022.